# La vraie démocratie maintenant !
La vraie démocratie maintenant ! (en espagnol : ¡Democracia Real ya!, également appelée Plataforma ¡Democracia Real Ya!), est une organisation citoyenne créée au mois de janvier 2011 en Espagne et qui a marqué sa lutte en tant que mouvement politique durant les manifestations de mai 2011 en Espagne le 15 mai 2011, ayant attiré l'attention du monde entier et s'inspirant du printemps arabe qui a débuté en Tunisie et en Égypte. La révolte a été comparée à celle du mois de mai 1968. 200 petites organisations ont émergé du mouvement Vraie démocratie.